# Gavino Matta
Gavino Matta, född 9 juni 1910 i Sassari, död 20 januari 1954 i Sassari, var en italiensk boxare.
Matta blev olympisk silvermedaljör i flugvikt i boxning vid sommarspelen 1936 i Berlin.